# Pseudhammus oculifrons
Pseudhammus oculifrons är en skalbaggsart som först beskrevs av Louis Alexandre Auguste Chevrolat 1856.  Pseudhammus oculifrons ingår i släktet Pseudhammus och familjen långhorningar. Inga underarter finns listade i Catalogue of Life.